# Ardud-Vii, Satu Mare

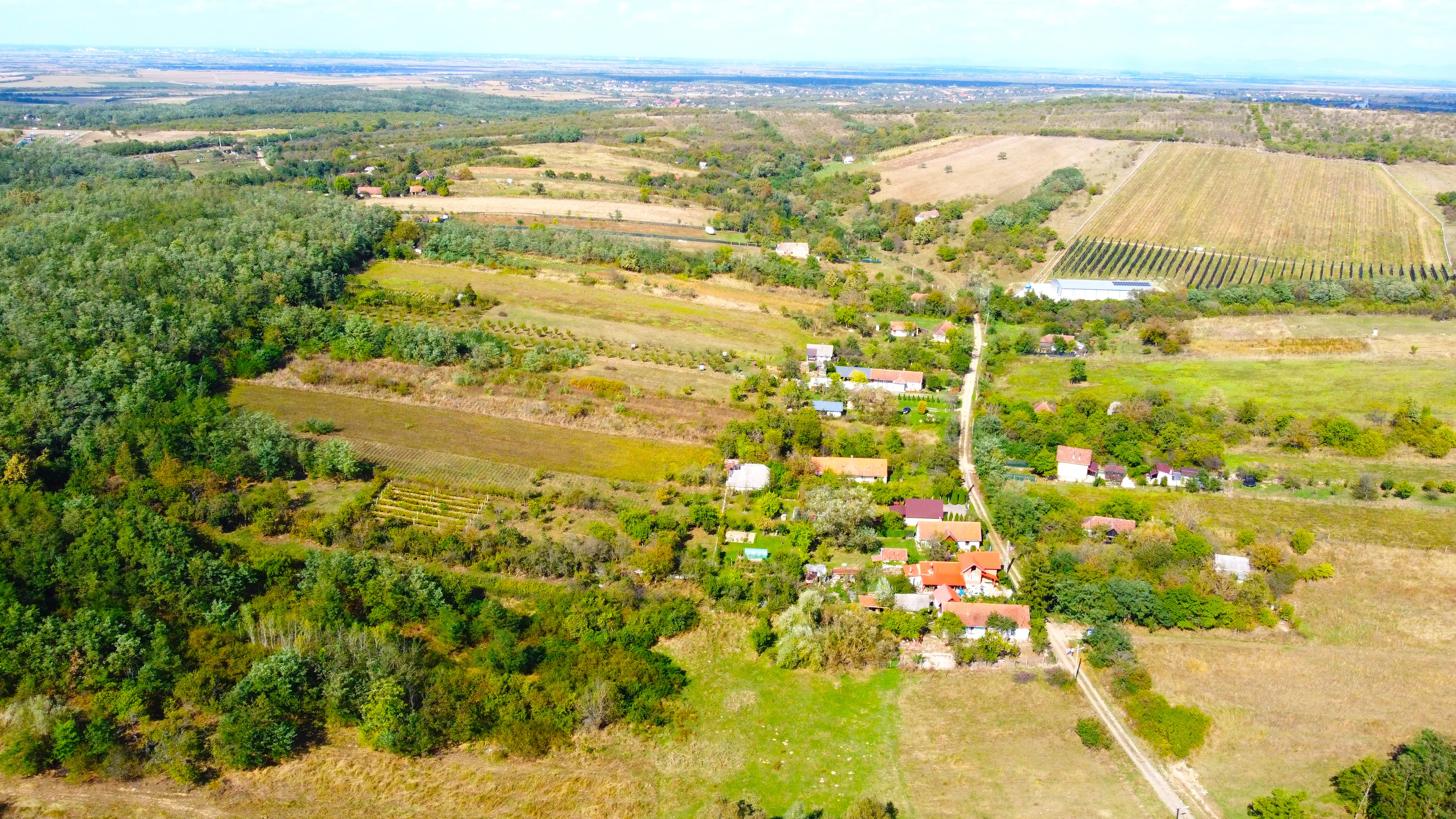

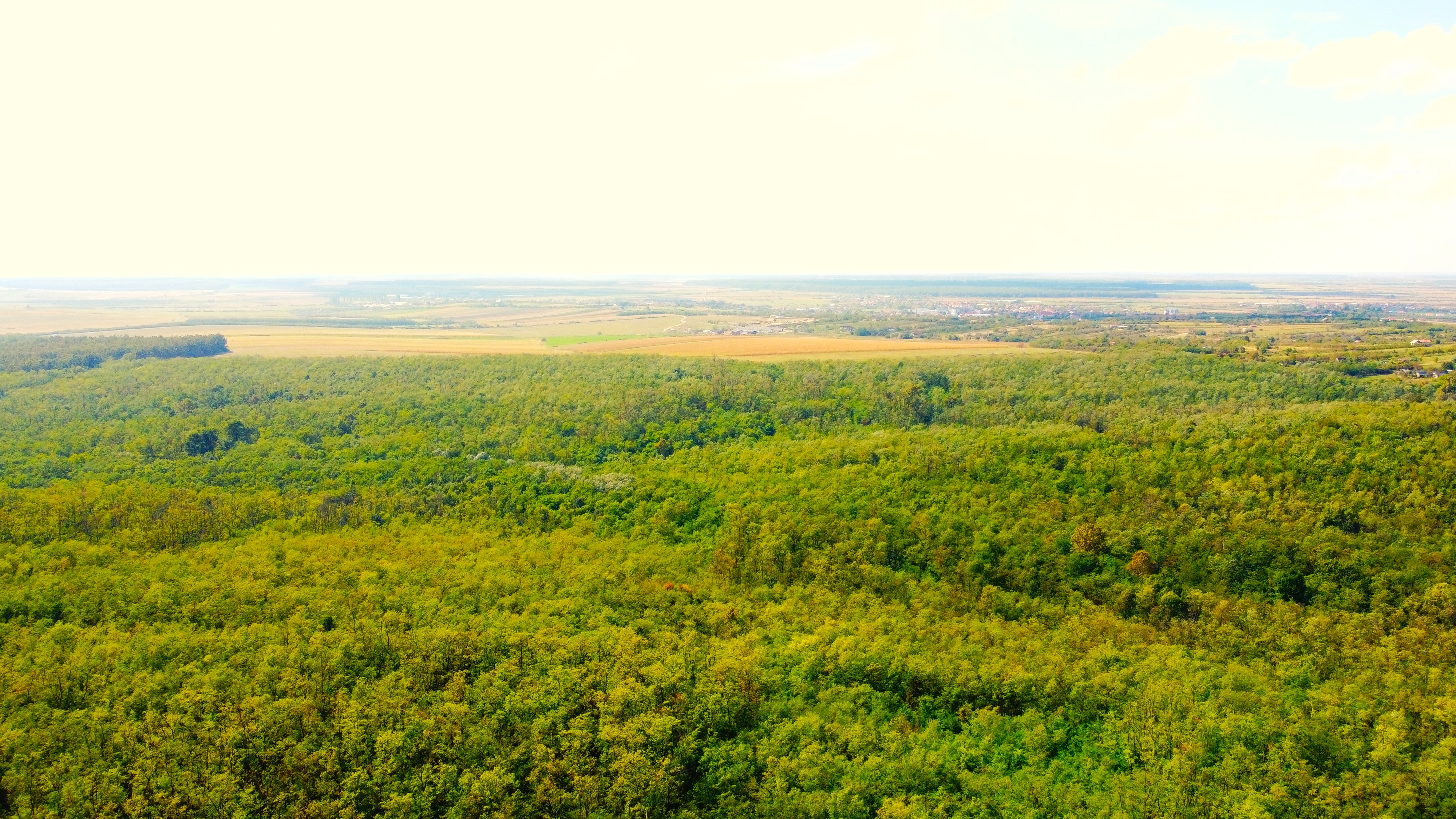

Ardud-Vii (în maghiară Erdődhegy) este un sat ce aparține orașului Ardud din județul Satu Mare, Transilvania, România.

## Așezare
Este o localitate situată la 6,7 km de centrul orașului turistic medieval Ardud, la 13 km intrarea în municipiul Satu Mare și la 13 km de Aeroportul Internațional Satu Mare.

## Căi de acces
Accesul spre Ardud-Vii se face atât prin orașul Ardud, cât și prin comuna Viile Satu Mare pe Drumul Județean 195 (DJ 195) unde se intersectează cu Strada Stejarului, stradă care mai departe duce spre est la Viile Satu Mare, unde acest drum se intersectează cu Drumul Comunal 29 (DC 29).